# チェザーレ・マッキ・カッシア
チェザーレ・マッキ・カッシアは、イタリアの都市計画家、都市研究者。ミラノ工科大学教授。NCSA評議員もつとめた。大学で都市計画学を教えるほか、イタリア各地の都市基本計画を多く策定した。雑誌territorioの編集長も務める。1935年ミラノ市生まれ。

## おもな業績
- アレンザーノ市都市基本計画 1974年-1776年
- カナツェイ市都市基本計画　1992年-1993年
- ボントレモリ市都市基本計画 1992年-1994年
- ベルガモ市地域計画　1993年-1994年
- ミラノ県地域計画ミラノ市南部農業公園部門　1993年-1995年